# 地方農政局
地方農政局（ちほうのうせいきょく）とは、農林水産省の地方支分部局である（農林水産省設置法第18条、農林水産省組織令第119条）。

## 概要
地方農政局は、農林水産省本省が所管する行政事務全般について各地域の実情に即した行政を実施しており、農業生産の振興、農業経営の支援、農産物の安全、主要食糧業務、農林水産統計の整備、地域振興、農業土木（新規農地開拓、農業水利、土壌改良等）など、各般にわたっている。
なお、北海道においては地方農政局に準じた組織として、北海道農政事務所が設置されており、農業土木を除くその他業務を所管している（農業土木業務は国土交通省北海道開発局が担当）。また、沖縄県においては、地方農政局に相当する業務は内閣府の地方支分部局である沖縄総合事務局が所管しており、同局の農林水産部が所掌している。これらを含める場合には「地方農政局等」という表現を用いることがある。

## 配置及び管轄区域
| 名称              | 位置       | 管轄区域                                                                         |
| ----------------- | ---------- | -------------------------------------------------------------------------------- |
| *北海道農政事務所 | 札幌市     | 北海道                                                                           |
| 東北農政局        | 仙台市     | 青森県、岩手県、宮城県、秋田県、山形県、福島県                                   |
| 関東農政局        | さいたま市 | 茨城県、栃木県、群馬県、埼玉県、千葉県、東京都、神奈川県、山梨県、長野県、静岡県 |
| 北陸農政局        | 金沢市     | 新潟県、富山県、石川県、福井県                                                   |
| 東海農政局        | 名古屋市   | 岐阜県、愛知県、三重県                                                           |
| 近畿農政局        | 京都市     | 滋賀県、京都府、大阪府、兵庫県、奈良県、和歌山県                                 |
| 中国四国農政局    | 岡山市     | 鳥取県、島根県、岡山県、広島県、山口県、徳島県、香川県、愛媛県、高知県           |
| 九州農政局        | 熊本市     | 福岡県、佐賀県、長崎県、熊本県、大分県、宮崎県、鹿児島県                         |

(*) 北海道農政事務所は地方農政局ではないが、地方農政局に準じた組織として挙げてある。

## 組織沿革
- 1946年（昭和21年）11月6日 - 農地改革、農地開拓開墾を所管する臨時組織として6ヶ所に農地事務局を設置（農林部内臨時職員等設置制）。
- 1949年（昭和24年）6月1日 - 農林省設置法に基づく常設組織となる。
- 1959年（昭和34年）4月1日 - 京都農地事務局から名古屋農地事務局を独立設置。
- 1963年（昭和38年）5月1日 - 農地事務局を改組して地方農政局を7か所に設置。
  - 前年に施行された農業基本法に基づき、農業構造改善事業を全国的に推進するため、従来置かれていた農地事務局を母体として改組設置された。
  - 農政局長のもとに次長を置き、内部組織は、総務部、農政部、構造改善部、計画部、建設部の5部制。
- 1970年（昭和45年）6月10日 - 地方農政局の所管業務として統計調査を追加。
  - 従前の統計調査事務所は地方農政局とは別系統の地方組織だったが、この組織改正で、地方農政局所在県を管轄する統計調査事務所は地方農政局の組織に編入され、管内の他の県を管轄する統計調査事務所は地方農政局に属する出先組織となった。
  - 内部組織は統計調査部を追加して6部制となる。
- 1972年（昭和47年）12月6日 - 内部組織を変更。
  - 内部組織は、構造改善部を廃止してその一部業務を農政部に移管し、残りの業務を充実させた生産流通部を設置。統計調査部は統計情報部に改組。6部制は変わらず。
  - 地方農政局の出先組織である統計調査事務所は統計情報事務所に改組。
- 2000年（平成12年）2月1日 - 関東農政局を東京都千代田区から埼玉県大宮市に移転。
  - これに伴い、埼玉統計情報事務所は廃止され、代わって新たに東京統計情報事務所を設置。
- 2001年（平成13年）1月6日 - 中央省庁再編に伴う農林水産省本省における内部組織の変更に伴い、地方農政局の内部組織も変更。
  - 内部組織は、総務部、企画調整部、生産経営部、農村計画部、整備部、統計情報部の6部制。
- 2003年（平成15年）7月1日 - 地方農政局の出先組織として地方農政事務所を設置、統計情報事務所は統計・情報センターに改組。
  - 食糧庁の廃止に伴い、その地方支分部局だった食糧事務所の受け皿組織として地方農政事務所を設置し、主要食糧業務を引き継ぐほか、新たに消費・安全業務も所管することとした。地方農政事務所は各県に1か所ずつ設置されたが、地方農政局所在県を所管する地方農政事務所は設置せず、その業務は地方農政局自体が所管することとした。
  - 内部組織は、食糧部を新たに設置するとともに、企画調整部と生産経営部を再編して、消費・安全部と生産経営流通部を設置した。また、統計情報部は統計部に改組した。これにより内部組織は7部制。新規業務の所管に伴い、次長を1人制から2人制に変更した。
- 2006年（平成18年）4月1日 - 地方農政局の直属だった統計・情報センターを地方農政事務所の出先組織に変更。
- 2011年（平成23年）9月1日 - 農林水産省本省における内部組織の変更に伴い、地方農政局の内部組織も変更。
  - 食糧部を廃止して、主要食糧に関する業務も他の農産品と同一組織で扱うこととし、生産経営流通部を生産部と経営・事業支援部に分割改組した。これにより、総務部、消費・安全部、生産部、経営・事業支援部、農村計画部、整備部、統計部となる。7部制は変わらず。
  - 旧食糧事務所の残存組織であった地方農政事務所は、その出張所機能を果たしていた地域課および統計・情報センターを含めて廃止し、地域センターに改組再編した。
- 2015年（平成27年）10月1日 - 地方農政局の内部組織変更。地域センターを県域拠点に改組し、地方参事官を配置する形となった。

## 地方農政局の出先組織

### 県域拠点
地方農政局の所管事務のうち、農業経営の安定化、農山漁村の六次産業化、食の安全安心確保、統計調査、情報提供などについて地域に密着した事務を分掌させるため、各都府県庁所在地に地方参事官を配置した県域拠点を設置している。県域拠点は従前の地域センターを母体としたもので、地方農政事務所のもとに多くの地域課および統計・情報センターが県内各地に散在していたのを改め、一定規模以上に集約した組織を置くことにより、行政事務を合理化した。
なお名称は、改組当初は「○○支局（例:滋賀支局）」が多く使われたが、2018年現在「○○県拠点（例:滋賀県拠点）」でほぼ統一されている。

### 農業土木に関する事務所・事業所
農業土木に関しては多くの種別の事務所・事業所が存在し、地方農政局の農業土木に関する事務のうち個別の事業に関する事務を分掌している。それぞれの事業の推移・進展により、事務所・事業所は随時新設や廃止が行われている。個々の事務所・事業所の名称には、事業対象の地名を冠している。
- 農業水利事務所
  - 国営の農業水利事業に関する事務を分掌する。
- 農地防災事務所
  - 国営の農地防災事業に関する事務を分掌する。
- 土地改良調査管理事務所
  - 国営の土地改良事業の実施に関する調査及び国営の土地改良事業によって造成された施設の管理に関する事務を分掌する。
- 土地改良技術事務所
  - 土地改良事業の実施に関する技術基準及び土地改良事業によって造成された施設の管理に関する技術基準の作成及びこれらの基準に関する指導に関する事務を分掌する。
- 農業水利事業所
  - 国営のかんがい排水事業の実施に関する事務を分掌する。
- 農地整備事業所
  - 国営の区画整理の事業の実施に関する事務を分掌する。
- 干拓建設事業所
  - 国営の干拓の事業の実施に関する事務を分掌する。
- 開拓建設事業所
  - 国営の農地の造成の事業の実施に関する事務を分掌する。
- 草地改良事業所
  - 国営の草地の整備に関する事業の実施に関する事務を分掌する。
- 農地防災事業所
  - 国営の農用地及び農業用施設に関する災害防除事業の実施に関する事務を分掌する。
- 農業災害復旧事業所
  - 国営の農用地及び農業用施設並びに農地の保全に係る海岸保全施設及び地すべり防止施設に関する災害復旧事業の実施に関する事務を分掌する。
- 海岸保全事業所
  - 国営の農地の保全に係る海岸保全施設に関する事業の実施に関する事務を分掌する。
- 農地保全事業所
  - 国営の農地の保全に係る地すべり防止に関する事業の実施に関する事務を分掌する。